# André Babikian
André Babikian, född 3 mars 1973, är en dansk skådespelare.

## Biografi
Babikian är utbildad vid Statens Teaterskole, vid vilken han avlade examen 2001.

## Filmografi (i urval)
- 2009 – Livvakterna (TV-serie)
- 2011 – Den som dräper (TV-serie)
- 2020 – Morden i Helsingör (TV-serie)